# مقاطعة بيري (أركنساس)
مقاطعة بيري (بالإنجليزية: Perry County)‏ هي إحدى مقاطعات ولاية أركنساس في الولايات المتحدة الأمريكية.